# 木下憂朔
木下 憂朔（きのした ゆうさく、2000年8月21日 - ）は、日本の男性総合格闘家。大阪府和泉市出身。キルクリフFC所属。

## 来歴
6歳から16歳まで習った空手をバックボーンに持ち、15歳から総合格闘技を始める。中学時代は野球部に所属しており､控えのキャッチャーだった｡

### RIZIN
2021年11月28日、RIZIN TRIGGER 1stでDEEPウェルター級王者の住村竜市朗と対戦。2Rに右フックでダウンを奪った後、踏みつけを連発し一旦はKO勝利が宣言された。しかし試合後に、木下が金網を掴んでの頭部への踏み付けを行った事が重大かつ危険な反則行為に該当するとして、木下を第2ラウンドでの失格処分にしたと発表された。

### PANCRASE
2022年4月29日、PANCRASE 327でランキング2位の村山暁洋と対戦し、飛び膝蹴りによるTKO勝ちを収めた。

### UFC
2022年8月30日、Dana White's Contender Series Season 6: Week 6でジョゼ・エンリケと対戦し、左ストレートでダウンを奪いパウンドで3RTKO勝ちを収め、UFCとの契約権を獲得した。
2023年2月4日、UFC初参戦となったUFC Fight Night: Lewis vs. Spivakでアダム・フューギットと対戦。左ストレートでダウンを奪われ、グラウンドでの肘打ち連打で1RTKO負け。自身初のTKO負けを喫すると共にUFCデビュー戦を黒星とした。
2023年8月26日、UFC Fight Night: Holloway vs. The Korean Zombieでビリー・ゴフと対戦し、ボディへの右ストレートでダウンを奪われパウンドで1RTKO負け。キャリア初の連敗を喫した 。

## 人物・エピソード
- 兄はプロレスラーの木下亨平。
- 憧れの格闘家はスティーブン・トンプソン。

## 戦績
| 総合格闘技 戦績 | 総合格闘技 戦績 | 総合格闘技 戦績 | 総合格闘技 戦績 | 総合格闘技 戦績 | 総合格闘技 戦績 | 総合格闘技 戦績 |
| --------------- | --------------- | --------------- | --------------- | --------------- | --------------- | --------------- |
| 9 試合          | (T)KO           | 一本            | 判定            | その他          | 引き分け        | 無効試合        |
| 6 勝            | 4               | 2               | 0               | 0               | 0               | 0               |
| 3 敗            | 2               | 0               | 0               | 1               | 0               | 0               |

| 勝敗 | 対戦相手             | 試合結果                                   | 大会名                                          | 開催年月日     |
| ×    | ビリー・ゴフ         | 1R 3:49 TKO（右ボディストレート→パウンド） | UFC Fight Night: Holloway vs. The Korean Zombie | 2023年8月26日  |
| ×    | アダム・フューギット | 1R 4:36 TKO（グラウンドエルボー）          | UFC Fight Night: Lewis vs. Spivak               | 2023年2月4日   |
| ○    | ジョゼ・エンリケ     | 3R 0:43 TKO（左ストレート→パウンド）       | Dana White's Contender Series Season 6: Week 6  | 2022年8月30日  |
| ○    | 村山暁洋             | 1R 1:48 TKO（跳び膝蹴り）                  | PANCRASE 327                                    | 2022年4月29日  |
| ×    | 住村竜市朗           | 2R 2:34 失格（金網を掴んでの踏み付け）     | RIZIN TRIGGER 1st                               | 2021年11月28日 |
| ○    | 高木健太             | 1R 1:39 ギロチンチョーク                   | PANCRASE 323                                    | 2021年9月12日  |
| ○    | 中村勇太             | 1R 2:34 TKO（左ストレート)                 | PANCRASE OSAKA                                  | 2021年7月18日  |
| ○    | 嶋田伊吹             | 1R 2:19 TKO（パウンド）                    | DEEP OSAKA IMPACT 2021                          | 2021年4月4日   |
| ○    | 網藤雄太             | 1R 0:52 リアネイキッドチョーク             | DEEP&PANCRASE OSAKA TOURNAMENT2020              | 2020年11月29日 |